# Cuadricóptero

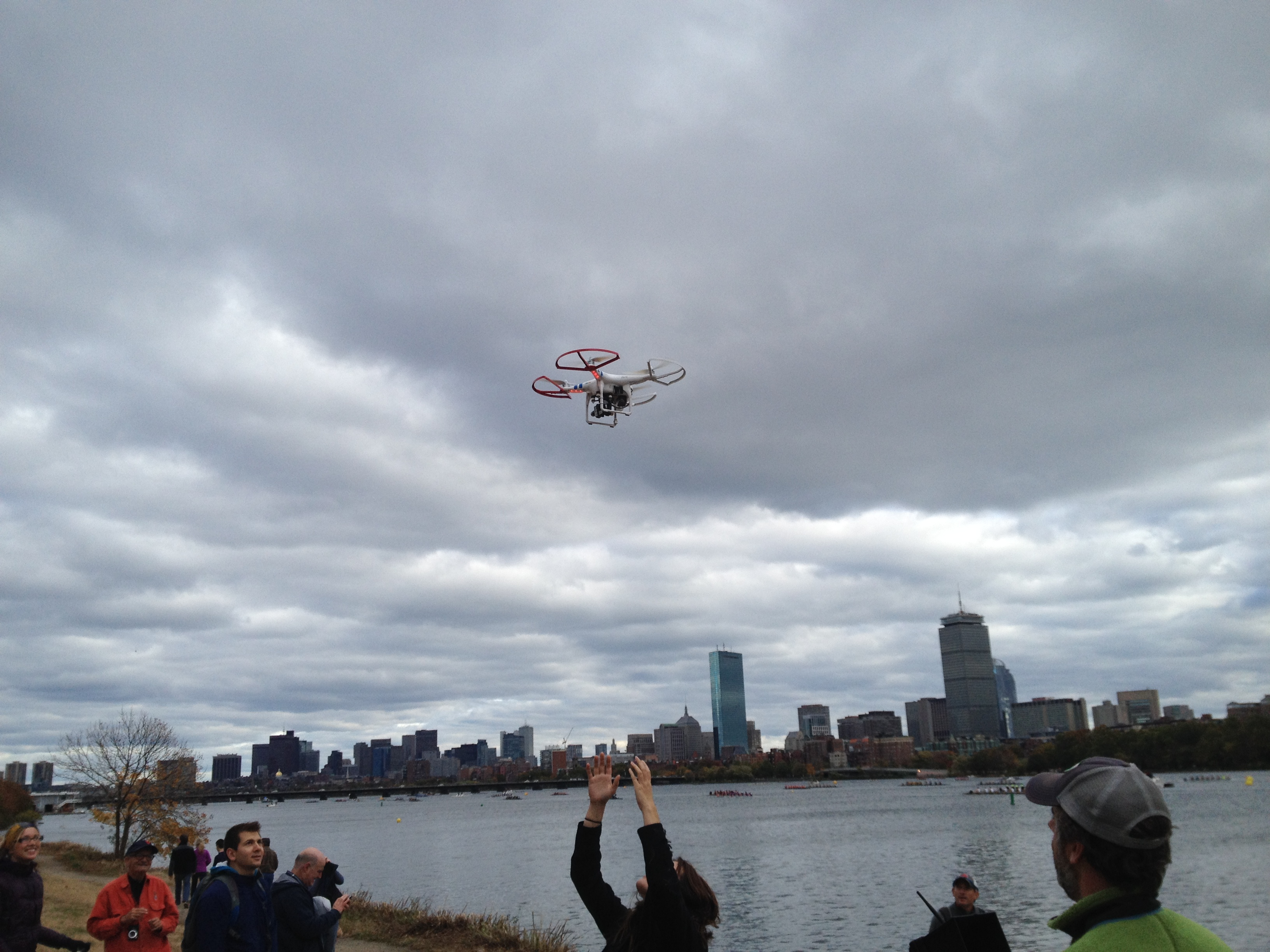
Un QuadCopter al ser recuperado después de fotografiar la regata HOCR en Cambridge, Massachusetts.

El quadcopter, también llamado un helicóptero quadrotor o cuadrirrotor, es un helicóptero multirrotor que es levantado y propulsado por cuatro rotores. Los cuatro rotores están generalmente colocados en las extremidades de una cruz. A fin de evitar que el aparato se tumbe respecto a su eje de orientación es necesario que dos hélices giren en un sentido y las otras dos en el otro sentido.
Los cuadricópteros se clasifican como helicópteros, a diferencia de las aeronaves de ala fija, debido a que su elevación es generada por cuatro hélices orientadas verticalmente.
A diferencia de la mayoría de los helicópteros, los QuadCopter utilizan dos conjuntos de hélices fijas idénticas, dos que giran en el sentido de las agujas del reloj y dos en sentido contrario. Estas hélices utilizan una variación de RPM para controlar la elevación y la dirección de desplazamiento. El control del movimiento del vehículo se consigue modificando la velocidad de rotación de uno o más discos de rotor, cambiando así su carga de par y las características de empuje y elevación.
Al principio de la historia de la aviación, la configuración del QuadCopter fue vista como una posible solución a algunos de los problemas persistentes en el vuelo vertical: los problemas de control del par de torsión, así como la inestabilidad del rotor de cola de los helicópteros convencionales. Estos problemas pueden ser eliminados por contrarrotación. Varios diseños tripulados aparecieron en los años 1920 y 1930. Estos vehículos fueron de los primeros en despegar y aterrizar. Sin embargo, los primeros prototipos tenían un mal desempeño, al igual que una fuerte carga de trabajo del piloto a causa de la mala estabilidad y las limitaciones de los controles.
Los diseños más recientes de cuadricópteros han sido más populares debido a su amplia investigación en el terreno de los vehículos aéreos no tripulados. Estos vehículos utilizan un sistema electrónico de control y sensores para estabilizar la aeronave. Gracias a  su pequeño tamaño y ágil maniobrabilidad se puede volar tanto en interiores como en exteriores.
Hay varias ventajas de los cuadricópteros sobre los helicópteros a escala. En primer lugar, el cuadricóptero no requiere conexiones mecánicas para variar el ángulo de las palas del rotor a medida que giran. Esto simplifica el diseño y mantenimiento del vehículo. En segundo lugar, el uso de cuatro rotores permite que cada rotor sea autónomo al tener un diámetro menor que el rotor de helicóptero.
Algunos cuadricópteros tienen marcos que encierran los rotores, permitiendo vuelos a través de entornos más difíciles, con un menor riesgo de dañar el vehículo o sus alrededores.
Debido a su facilidad de la construcción y control, se utilizan frecuentemente cuadricópteros como proyectos de aeronaves modelo para aficionados.

## Historia

### Primeros prototipos

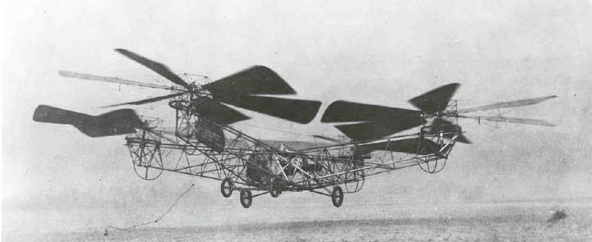
Helicóptero de Bothezat, foto de 1923

Breguet-Richet Autogiro (1907)
Este helicóptero diseñado por Louis Breguet fue la primera aeronave de ala rotatoria que se elevó desde el suelo, aunque sólo en vuelo atado a una altitud de unos pocos pies. En 1908 se informó haber volado varias veces, aunque los detalles son escasos.
Oemichen No.2
Etienne Oehmichen experimentó con diseños de helicópteros en la década de 1920. Entre los seis diseños que trató, su helicóptero n.o 2 tenía cuatro rotores y ocho hélices, todos impulsados por un solo motor. El Oehmichen n.o 2 utilizaba un marco de acero del tubo, con rotores de dos aspas en los extremos de los cuatro brazos. El ángulo de estas cuchillas podría variar por deformación. Cinco de las hélices hacían girar en el plano horizontal, estabilizando la máquina lateralmente. Otra hélice se montó en la nariz para la dirección. El par restante de las hélices era para la propulsión hacia adelante. La aeronave presentaba un grado considerable de estabilidad y capacidad de control para su tiempo, y realizó más de un millar de vuelos de prueba a mediados de 1920. En 1923 fue capaz de permanecer en el aire durante varios minutos a la vez, y el 14 de abril de 1924 estableció el récord de distancia FAI por primera vez para los helicópteros, al volar 360 metros (390 yardas). Se demostró la capacidad de efectuar un curso circular y, más tarde, se completó el primer 1 kilómetro (0,62 millas) de vuelo en circuito cerrado por un helicóptero.
Helicóptero de Bothezat (1923)
El Dr. George de Bothezat e Ivan Jerome desarrollaron este avión con seis rotores de palas en los extremos de una estructura en forma de "X", dos pequeñas hélices de paso variable que se usaron para el empuje y el control de desplazamiento. El vehículo utiliza un control de paso colectivo. Construido por el Servicio Aéreo de Estados Unidos, hizo su primer vuelo en octubre de 1922. Se hicieron cerca de 100 vuelos a finales de 1923. El más alto llegó a ser de alrededor de unos 5 m (16 pies con 5 pulgadas). Aunque la demostración de viabilidad mostraba que faltaba potencia, no respondía correctamente, era mecánicamente complejo y susceptible a problemas de fiabilidad. La carga de trabajo del piloto era demasiado alta durante el despegue para intentar el movimiento lateral.
Modelo A quadrotor de Convertawings(1956)
Este helicóptero estaba destinado a ser el prototipo de una línea de helicópteros quadrirrotores civiles y militares mucho más grandes. El diseño contaba con dos motores que impulsan cuatro rotores a través de un sistema de cinturones. No hubo necesidad de un rotor de cola y el control se obtiene variando el empuje entre los rotores. Fue volado con éxito muchas veces a mediados de los años 1950. Este helicóptero resultó el diseño del QuadCopter convencional y también fue el primer helicóptero de cuatro rotores que demostró con éxito el empuje hacia adelante . Debido a la falta de pedidos para las versiones comerciales o militares el proyecto se dio por terminado. Convertawings propuso un modelo E que tendría un peso máximo de 42.000 libras (19 t) con una carga útil de 10.900 libras (4,9 t) de más de 300 kilómetros y hasta 173 mph (278 km/h
Curtiss-Wright VZ-7 (1958)
El Curtiss-Wright VZ-7 era un avión VTOL diseñado por la empresa Curtiss-Wright para el ejército estadounidense. El VZ-7 se controla cambiando el empuje de cada una de las cuatro hélices.

## Evolución reciente
En las últimas décadas, los vehículos aéreos no tripulados (UAV pequeña escala) se han utilizado de manera más regular para muchas aplicaciones. La necesidad de aviones con mayor capacidad de maniobra y autonomía ha llevado al aumento de la investigación con Quadcopter. El diseño de cuatro rotores permite que los quadcopters sean relativamente simples en su diseño pero muy fiables y fáciles de manejar. La investigación de vanguardia sigue aumentando la viabilidad de quadcopters haciendo avances en la comunicación multinave, exploración del medio ambiente y la maniobrabilidad. Si todas estas cualidades en desarrollo se pudieran combinar entre sí, los quadcopters serían capaces de realizar misiones autónomas avanzadas, que en la actualidad no son posibles con ningún otro vehículo.
|  |  |

### Mecánica
Los principales componentes mecánicos necesarios para la construcción son el marco, las hélices y los motores eléctricos. También se necesitan algoritmos de control simples, y los motores y las hélices deben ser colocados a la misma distancia.
Los componentes eléctricos necesarios para construir un Quadcopter de trabajo son similares a los que se requieren para un moderno helicóptero a control remoto. Estos son el control de velocidad electrónico, módulo, ordenador a bordo y la batería. Normalmente, se utiliza también un transmisor para permitir la participación humana.

### Vuelo autónomo
Los Quadcopters y otros multicopters a menudo pueden volar de forma autónoma. Muchos controladores de vuelo modernos utilizan un software que permite al usuario marcar "way-points" en el mapa, a los que el Quadcopter volará y realizará tareas determinadas, tales como el aterrizaje o ganar altura. Otras aplicaciones de vuelo incluyen el control entre varios quadcopters donde se utilizan datos visuales del dispositivo para predecir dónde la multitud se moverá y a su vez dirigir los quadcopters al siguiente way-point.

### Seguridad
La seguridad es la asignatura pendiente de los quadcopters. La medida más extendida es el uso de anillos protectores para las hélices que protegen tanto al quadcopter como a las personas en caso de choque. DJI ha desarrollado un sistema que permite que sus drones regresen automáticamente en caso de perder la señal de radio control. También hay sistemas que avisan cuando el quadcopter alcanza una determinada altura. A pesar de ello, los fabricantes siguen trabajando para cumplir las normativas de seguridad.